# Le Bounty
Pour les articles homonymes, voir Bounty.
Pour plus de détails, voir Fiche technique et Distribution.
Le Bounty (The Bounty) est un film d'aventures américano-britannico-néo-zélandais de Roger Donaldson, sorti en 1984. Il est adapté du roman Captain Bligh and Mr. Christian de Richard Hough (en), fondé sur l'histoire de la mutinerie du Bounty en 1789.

## Synopsis

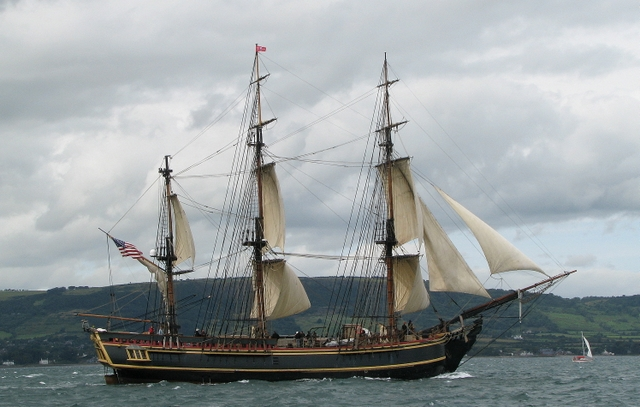
Réplique du à Belfast en 2009.

En 1787, William Bligh, lieutenant de la Royal Navy, est chargé du commandement du HMS Bounty pour une expédition vers Tahiti afin de ramener des plants d'arbre à pain. La tyrannie de Bligh amène une partie de l'équipage à la sédition peu après avoir quittée l'île de Tahiti, plaçant Fletcher Christian (officier en second et longtemps ami du capitaine) à la tête de cette mutinerie. Les « révoltés » déserteurs se réfugient dans l'île inhabitée de Pitcairn; tandis que le capitaine abandonné de force sur une chaloupe réussit avec quelques fidèles à atteindre non sans mal un port espagnol d'où lui et ses hommes pourront être rapatriés vers la Grande-Bretagne. Quelques mois plus tard, il est appelé à rendre des comptes sur cette affaire devant la cour Royale de la Marine britannique. Le film se présente sous forme de flashbacks à partir de l'audition de Bligh, qui relate les faits marquants de cette expédition tumultueuse.
En tout état de cause Bligh raconte en détail les circonstances de la mutinerie. De leur arrivée sur l'île jusqu'à la révolte de l'équipage aux allures de pirate et l'échec de ce dernier dans l'accomplissement de sa mission. William Bligh tient tout au long du film un journal intime dans lequel il écrit ses sentiments quant à cette aventure rocambolesque. L'expédition qui n'avait pour but que de rapatrier le fameux arbre à pain (véritable obsession de l'officier Bligh) afin de nourrir les esclaves des plantations britanniques à la Jamaïque, se transforme rapidement en escale orgiastique de pirates, où les marins et hommes de la Royal Navy se négligent, délaissant leur uniforme, à l'instar de Fletcher Christian préférant le torse nu et tatouages tribaux. En somme, la majorité de l'équipage soumis désormais à l'ivresse paradisiaque de Tahiti, changent au profit d'authentiques personnages oisifs, voulant jouir des plaisirs simples et triviaux de la vie insulaire. William Bligh tiraillé entre une frustration croissante et une rigidité pathologique, ne parviendra jamais à leur faire entendre raison, ni à s'imposer afin de les contraindre à comparaître devant la Cour Royale de justice du Royaume-Uni.

## Fiche technique
Sauf indication contraire, les informations mentionnées dans cette section peuvent être confirmées par la base de données cinématographiques IMDb,  présente dans la section « Liens externes ».
- Titre original : The Bounty
- Titre français : Le Bounty
- Réalisation : Roger Donaldson
- Scénario : Robert Bolt, d'après Captain Bligh and Mr. Christian de Richard Hough (en)
- Direction artistique : Tony Reading (en)
- Musique : Vangelis
- Photographie : Arthur Ibbetson
- Montage : Tony Lawson
- Décors : John Graysmark (en)
- Costumes : John Bloomfield
- Maquillage : Paul Engelen (en)
- Producteurs : Bernard Williams, Dino De Laurentiis[2]
- Directeur de production : Douglas Twiddy
- Société de production : Dino De Laurentiis Company
- Sociétés de distribution : Universal Pictures / Orion Pictures Corporation (États-Unis), EMI Group (Royaume-Uni), CIC (France)
- Langue originale : anglais
- Pays de production :  Royaume-Uni,  États-Unis,  Nouvelle-Zélande
- Budget : ~ 25 000 000 USD[réf. nécessaire]
- Format : Couleur (Technicolor) – 2,35:1 – 35 mm – Dolby Surround
- Genre : aventure, historique
- Durée : 123 minutes
- Dates de sortie :
  - États-Unis : 4 mai 1984
  - France : 27 juin 1984

## Distribution
- Mel Gibson (VF : Claude Giraud) : Fletcher Christian
- Anthony Hopkins (VF : Jacques Thébault) : le lieutenant William Bligh
- Laurence Olivier (VF : André Valmy) : l'amiral Alexander Hood
- Edward Fox (VF : Gabriel Cattand) : le capitaine Greetham
- Daniel Day-Lewis (VF : Bernard Tiphaine) : John Fryer
- Liam Neeson (VF : Daniel Russo) : Charles Churchill
- Wi Kuki Kaa (en) (VF : Henry Djanik) : le roi Tynah
- Tevaité Vernette (VF : Séverine Morisot) : Mauatua
- Philip Martin Brown : John Adams
- Simon Chandler (VF : Guy Chapellier) : David Nelson
- Malcolm Terris (en) (VF : Georges Atlas) : Dr John Huggan
- Simon Adams (VF : Luq Hamet) : Peter Heywood
- John Sessions : John Smith
- Andrew Wilde (en) : William McKoy
- Neil Morrissey (VF : José Luccioni) : Matthew Quintal
- Richard Graham : John Mills
- Dexter Fletcher : Thomas Ellison
- Bernard Hill (VF : Jacques Richard) : William Cole
- Phil Davis (VF : François Leccia) : Edward Young

Source et légende : version française (VF) selon le carton de doublage.

## Production

### Genèse et développement
À la fin des années 1970, le réalisateur David Lean développe un projet sur la mutinerie du Bounty avec l'aide de son scénariste habituel, Robert Bolt. Le réalisateur souhaite faire deux films. Le premier, intitulé The Lawbreaker, doit narrer le voyage vers Tahiti et la mutinerie. Le second, The Long Arm, doit raconter l'après-mutinerie, ses conséquences ainsi que l'envoi du  HMS Pandora pour retrouver le Bounty,.
En novembre 1977, le producteur italien Dino De Laurentiis annonce qu'il va financer le projet de David Lean. Phil Kellogg doit également participer à la production des deux films. En décembre 1977, Paramount Pictures annonce sa participation à la production et à la distribution des deux films. L'idée est alors de tourner à Tahiti, là où Dino De Laurentiis a tourné L'Ouragan (1979) de Jan Troell. Le projet se poursuit avec la construction d'une réplique du Bounty en Nouvelle-Zélande. Le script est par ailleurs achevé en novembre 1978. Le producteur Bernard Williams rejoint alors la production. Ce dernier raconte que David Lean et Dino De Laurentiis avaient estimé un budget total de 40 millions de dollars pour les deux films, The Lawbreaker et The Long Arm. Cependant, Bernard Williams pense que ces 40 millions ne suffiront qu'à produire le premier volet. Alors que le script du second film n'est même pas finalisé, Dino De Laurentiis quitte le projet, ne pouvant assumer le budget.
Après l'échec avec Dino De Laurentiis, David Lean tente de développer son projet en mini-série télévisée. La Paramount est d'abord intéressée mais décide finalement que le projet est trop masculin et n'attirera pas de public féminin,. David Lean tentera sans succès de trouver le soutien d'autres producteurs, comme Joseph E. Levine et Sam Spiegel. Il quittera à son tour le projet, frustré et déçu d'y avoir consacré plusieurs années. Il se consacrera finalement à La Route des Indes. La production a cependant déjà dépensé près de 4 millions pour la réplique du Bounty. En juin 1981, la production tentera de la vendre.
Le projet va finalement être relancé par Dino De Laurentiis qui ne veut pas que tout son investissement soit perdu. Il cherche alors un nouveau réalisateur,. Le poste est proposé dans un premier temps à Hugh Hudson qui préfère se consacrer à Greystoke, la légende de Tarzan. Michael Cimino refuse également le projet. C'est finalement l'Australien Roger Donaldson qui est choisi. Ce dernier a tourné ses premiers films en Nouvelle-Zélande, notamment Sleeping Dogs (1977), le premier film néo-zélandais distribué aux États-Unis. Roger Donaldson travaille initialement avec le producteur italien pour la suite de Conan le Barbare. Finalement, il ne s'enthousiasme pas pour ce projet et on lui propose le film sur le Bounty.

### Attribution des rôles
Oliver Reed et Anthony Hopkins furent tous les deux envisagés pour le rôle de William Bligh dès le début de projet, quand David Lean devait le réaliser,. Ce dernier a finalement jeté son dévolu sur Hopkins après l'avoir découvert dans Sarah dans lequel l'acteur incarne un entraîneur de cheval de course. Anthony Hopkins accepte de s'engager sur le rôle, renonçant ainsi à tourner dans Au-dessous du volcan, réalisé par John Huston.
Sting, David Essex et Christopher Reeve ont été envisagés pour incarner Fletcher Christian. Reeve se montre intéressé mais, en découvrant le scénario remanié par Alan Bridges, soulignant notamment une certaine attirance homosexuelle de Bligh pour Christian, l'acteur quitte immédiatement le projet. Le rôle revient finalement à Mel Gibson.
Hugh Grant avait été engagé pour le rôle de Peter Heywood. Mais en raison de problème avec sa carte syndicale, il doit quitter le film. Le rôle revient donc à Simon Adams.

### Tournage

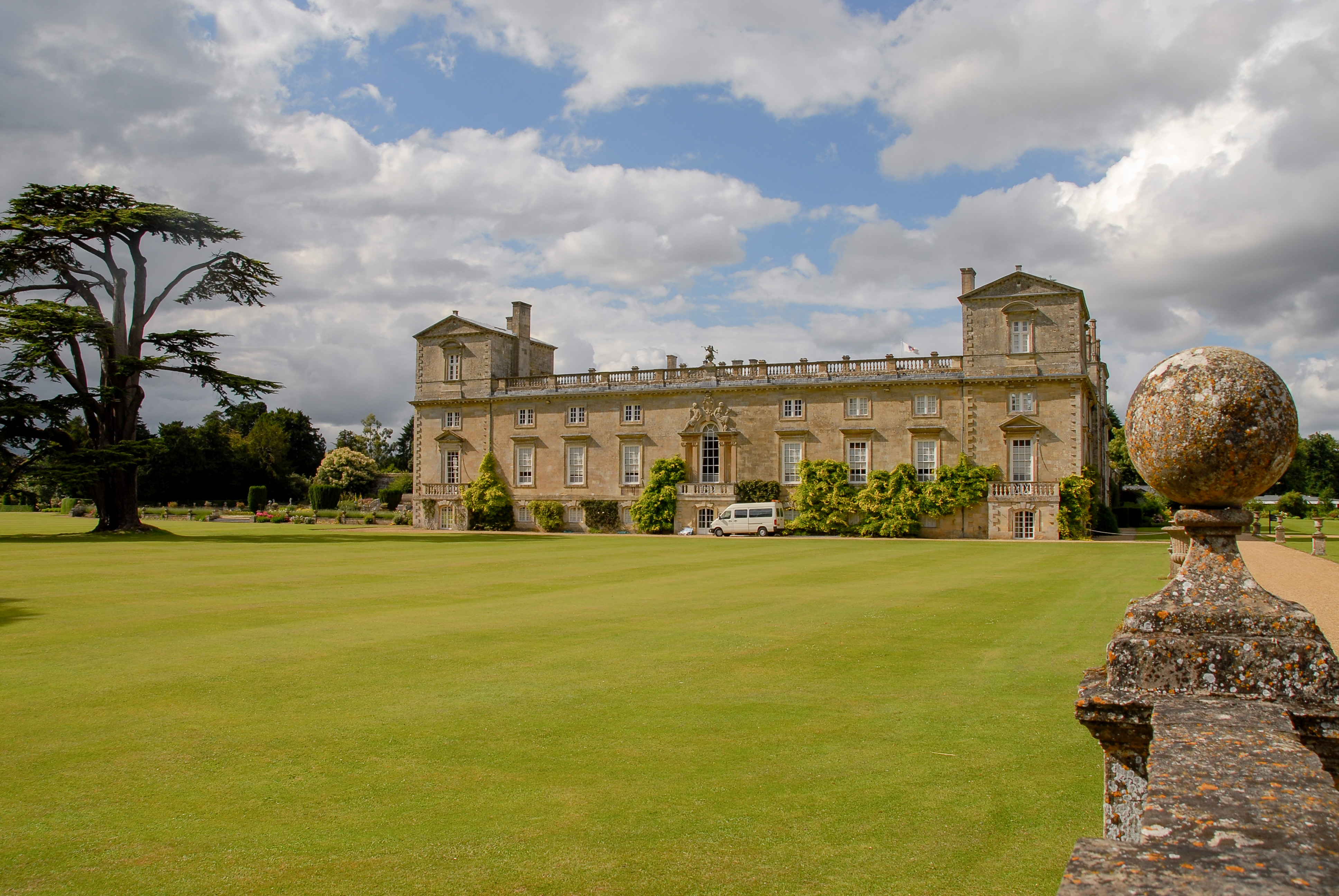
Le manoir de Wilton House sert de décor pour les scènes de la cour martiale

Le tournage a lieu en Polynésie française (Moorea, Tahiti), en Nouvelle-Zélande (Whangarei, Gisborne), à Londres (Old Royal Naval College) et dans le Grand Londres (Twickenham), dans le Wiltshire (Wilton House).
Mel Gibson décrit un tournage assez difficile en raison de sa longueur et d'une météorologie capricieuse (de surcroit, hors tournage, l'acteur a une altercation dans un bar et est blessé au visage, ce qui le contraint à être filmé d'un seul profil). Il y a aussi des tensions entre le réalisateur et Anthony Hopkins.

## Sortie et accueil
Le film n'a pas un grand succès commercial : pour un coût de 25 millions de dollars, il ne rapporte que 8 613 462 $ aux États-Unis, où il démarre en sixième position du box-office lors du premier week-end d'exploitation. En France, il totalise environ 383 000 entrées.
Mel Gibson émet quelques réserves et critiques sur ce film : selon lui, son personnage, Fletcher Christian, aurait dû être traité de façon plus réaliste et moins héroïque. Il est assez critique sur sa propre prestation, mais juge excellente l'interprétation du capitaine Bligh par Anthony Hopkins.

## Distinctions
Le film est présenté en compétition officielle au festival de Cannes 1984. Par ailleurs, Arthur Ibbetson est nommé par la British Society of Cinematographers pour son travail (Prix de la British Society of Cinematographers pour la meilleure photographie dans un long métrage de cinéma).